# 郭存謙
郭存謙（1572年—1651年），字仲恭，號光山，直隶保定府雄县人，明朝政治人物。

## 生平
万历十六年（1588年）戊子科順天乡试第四十四名举人，三十五年（1607年）丁未科進士，大理寺觀政，三十六年授山东潍县知县，四十年升吏部稽勲司主事，调考功司，四十一年调文选司，升员外，调验封司，又调考功司，四十二年调文选，回籍。四十五年京察，天启元年降河东运判，二年升户部山东司主事，改光禄寺丞，三年升少卿，六年加太僕寺少卿，七年升右通政，升光禄寺卿，崇祯元年致仕。里居，直指屡荐，不起，卒年八十。

## 家族
曾祖郭俊，训导。祖父郭禀懿，歲贡生。父郭镇，字子静，嘉靖癸卯舉人，官临朐知县。前母萧氏，母某氏。永感下。兄復亨。弟存漸、存恒、存免、存坤、存涛。
子郭石麟，廪生，以蔭歴工部员外郎。孫郭沆，中崇祯十六年癸未武探花。郭濬，康熙丙午舉人。